# Marta Lach
Marta Lach (Wadowice, Polen - 26 mei 1997) is een Poolse wielrenster die sinds 2021 voor de Duitse wielerploeg CERATIZIT-WNT Pro Cycling rijdt. In 2019 en 2020 reed ze voor de Nederlandse wielerploeg CCC-Liv. Vanaf 2025 rijdt ze voor Team SD Worx-Protime.

## Carrière
In juni 2014 werd ze Pools kampioene op de weg bij de junioren. In 2016 moest ze in de slotrit van de Tsjechische rittenkoers Tour de Feminin - O cenu Českého Švýcarska de bolletjestrui afstaan aan de Braziliaanse Flávia Oliveira. In april 2017 sprintte Lach naar de derde plek in de tweede etappe in Gracia Orlová, achter de Nederlandse ritwinnares Anouska Koster. Op 14 juli werd ze tweede in de tweede etappe van de Thüringen Rundfahrt achter Lex Albrecht.
Op 11 mei 2019 won Lach de eerste etappe van de GP Elsy Jacobs door haar medevluchtsters Lizzy Banks en Franziska Koch te verslaan. Later die maand sprintte ze naar de tweede plaats in de vierde etappe van de Thüringen Rundfahrt. Op het Pools kampioenschap wielrennen won ze brons in de wegrit bij de elite. Op 9 augustus won ze zilver in de wegrit tijdens het Europees kampioenschap voor beloften in Alkmaar; in de massasprint moest ze enkel de Italiaanse Letizia Paternoster voor zich dulden.
Lach won in 2020 het Pools kampioenschap op de weg en won in eigen land de tweede etappe van de Princess Anna Vasa Tour.
In april 2024 won Lach de beide wedstrijden van het Festival Elsy Jacobs. In oktober won ze twee van de drie etappes en daarmee ook het eindklassement van de Ronde van Chongming, haar eerste overwinningen op World-Tourniveau.

## Palmares

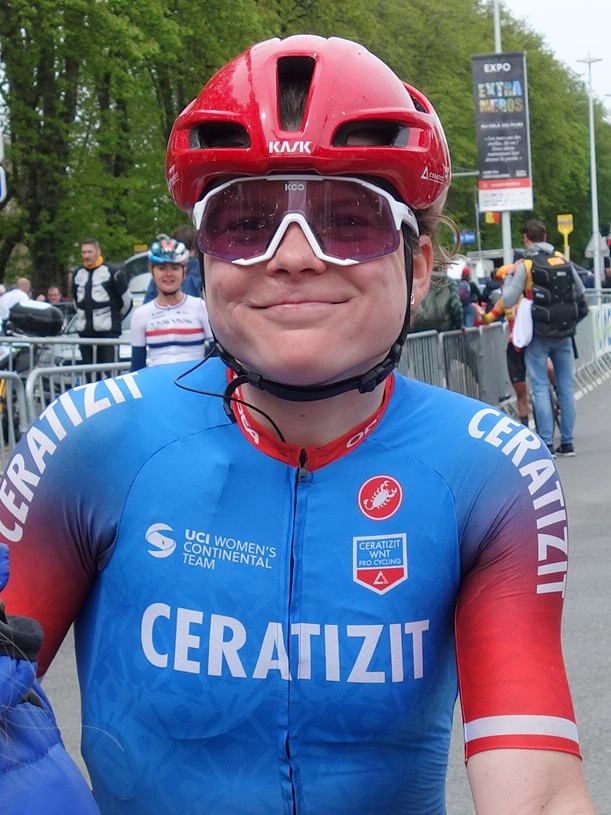
Marta Lach na de finish van Luik-Bastenaken-Luik 2023.

2014
 Pools kampioene op de weg, junior
2017
2e in de 2e etappe Thüringen Rundfahrt
3e in de 2e etappe Gracia Orlová
2019
1e etappe GP Elsy Jacobs
 Europees kampioenschap op de weg, belofte
 Pools kampioenschap op de weg, elite
2020
 Pools kampioene op de weg, elite
2e etappe Princess Anna Vasa Tour
2021
La Picto-Charentaise
2022
5e etappe Ronde van Bretagne
3e etappe Ronde van Romandië
2023
1e etappe Ronde van Bretagne
Punten- en bergklassement Ronde van Bretagne
GP Fourmies
Grote Prijs van Wallonië
2024
Festival Elsy Jacobs à Garnich
Festival Elsy Jacobs à Luxembourg
2e en 3e etappe Ronde van Chongming (WWT)
Eind- en puntenklassement Ronde van Chongming
2025
Nokere Koerse
Festival Elsy Jacobs à Garnich
Bergklassement Ronde van Zwitserland

### Resultaten in voornaamste wedstrijden
|      | \| Jaar \| Milaan-San Remo \| Gent-Wevelgem \| Ronde van Vlaanderen \| Parijs-Roubaix \| Amstel Gold Race \| Luik-Bast.‑Luik \| Scheldeprijs \| Brabantse Pijl \| \| WK op de weg \| \| ---- \| --------------- \| ------------- \| -------------------- \| -------------- \| ---------------- \| --------------- \| ------------ \| -------------- \| \| ------------ \| \| 2016 \| \| \| \| \| \| \| \| \| \| opgave \| \| 2017 \| \| \| \| \| \| \| \| \| \| opgave \| \| 2018 \| \| \| \| \| \| \| \| \| \| opgave \| \| 2019 \| \| opgave \| \| \| \| \| \| 10e \| \| 79e \| \| 2020 \| \| \| \| \| \| \| \| \| \| 48e \| \| 2021 \| \| 48e \| 59e \| 36e \| 27e \| 31e \| 21e \| \| \| 53e \| \| 2022 \| \| 29e \| 53e \| 22e \| 58e \| \| \| 25e \| \| opgave \| \| 2023 \| \| 36e \| 45e \| 6e \| 31e \| 74e \| \| \| \| 21e \| \| 2024 \| \| 43e \| 54e \| 22e \| \| 44e \| \| \| \| opgave \| \| 2025 \| 48e \| 60e \| \| 25e \| \| \| \| \| \| \| |               |                      |                |                  |                 |              |                |  |              |
| Jaar | Milaan-San Remo | Gent-Wevelgem | Ronde van Vlaanderen | Parijs-Roubaix | Amstel Gold Race | Luik-Bast.‑Luik | Scheldeprijs | Brabantse Pijl |  | WK op de weg |
| 2016 | |               |                      |                |                  |                 |              |                |  | opgave       |
| 2017 | |               |                      |                |                  |                 |              |                |  | opgave       |
| 2018 | |               |                      |                |                  |                 |              |                |  | opgave       |
| 2019 | | opgave        |                      |                |                  |                 |              | 10e            |  | 79e          |
| 2020 | |               |                      |                |                  |                 |              |                |  | 48e          |
| 2021 | | 48e           | 59e                  | 36e            | 27e              | 31e             | 21e          |                |  | 53e          |
| 2022 | | 29e           | 53e                  | 22e            | 58e              |                 |              | 25e            |  | opgave       |
| 2023 | | 36e           | 45e                  | 6e             | 31e              | 74e             |              |                |  | 21e          |
| 2024 | | 43e           | 54e                  | 22e            |                  | 44e             |              |                |  | opgave       |
| 2025 | 48e | 60e           |                      | 25e            |                  |                 |              |                |  |              |

## Ploegen
- 2019 –  CCC-Liv
- 2020 –  CCC-Liv
- 2021 –  Ceratizit-WNT
- 2022 –  Ceratizit-WNT
- 2023 –  CERATIZIT-WNT Pro Cycling
- 2024 –  CERATIZIT-WNT Pro Cycling
- 2025 –  Team SD Worx-Protime

Demey · Van der Heijden · Korevaar · Kuijpers · Lach · Markus · Moolman-Pasio · Rooijakkers · Skalniak · Stultiens · Vos
Bertizzolo · Demey · Van der Heijden · Jaskulska · Korevaar · Kuijpers · Lach · Markus · Moolman-Pasio · Nerlo · Paladin · Rooijakkers · Skalniak · Stultiens · Vos
Asencio · Banks · Brauße · Brennauer · Confalonieri · Hammes · Henttala · Lach · Leth · Magnaldi · Rijkes · Teutenberg · Vieceli · Wild
Alessio · Alonso · Archibald · Asencio · Brauße · Brennauer(tot 21/8) · Confalonieri · Eberle · Fidanza · Lach · Nilsson · Salazar · Schweinberger · Seidel · Teutenberg · Vieceli
Alonso · Archibald · Arzuffi · Asencio · Berton · Brauße · Eberle · A. Fidanza · M. Fidanza · Gill · Kerbaol · Lach · Nilsson · Schweinberger · Teutenberg · De Zoete
Alonso · Archibald · Arzuffi · Asencio · Berton · Brauße · Eberle · A. Fidanza · M. Fidanza · Jaskulska · Kerbaol · Lach · Schweinberger · Teutenberg · De Zoete
van Belle (vanaf 29/4) · Bredewold · van der Breggen · van den Broek-Blaak (tot 11/2) · Cecchini · Gerritse · Guarischi · Häberlin · Harvey · J. Kopecký · L. Kopecky  · Lach · Markus · Schneider · Schreiber · Schreurs · Vas · Wiebes 